# Suka Asih
Suka Asih is een bestuurslaag in het regentschap Kota Bandung van de provincie West-Java, Indonesië. Suka Asih telt 18.644 inwoners (volkstelling 2010).